# Baltazar, Veracruz
Baltazar är en ort i Mexiko.   Den ligger i kommunen Tuxpan och delstaten Veracruz, i den sydöstra delen av landet, 250 km nordost om huvudstaden Mexico City. Baltazar ligger 15 meter över havet och antalet invånare är 177.
Terrängen runt Baltazar är platt. Runt Baltazar är det ganska tätbefolkat, med 86 invånare per kvadratkilometer. Närmaste större samhälle är Tuxpan de Rodríguez Cano, 10,6 km söder om Baltazar. Trakten runt Baltazar består huvudsakligen av våtmarker.